# Bartolomeo di Iacovo da Valmontone
Bartolomeo di Iacovo da Valmontone (... – 1357 o 1358) è stato uno scrittore italiano.

## Biografia
Secondo il filologo Giuseppe Billanovich, la sua figura è da identificarsi con quella dell'autore di una delle più importanti cronache medievali, un'opera che si distingue tra le altre sia per ragioni contenutistiche sia per lo stile, la Cronica dell'Anonimo Romano, il cui autore, per quasi sei secoli, era stato conosciuto sotto il criptico nome, attribuitogli dagli studiosi, di "anonimo romano". 
L'opinione del Billanovich, tuttavia, è stata per lo più respinta dalla critica mentre alcune fonti propongono l'identificazione solo in formula dubitativa.
Parte dell'opera è stata divulgata anche separatamente dal resto col titolo di Vita di Cola di Rienzo.